# Vickers Vildebeest
Vickers Vildebeest và loại tương tự Vickers Vincent là hai mẫu máy bay hai tầng cánh cỡ lớn của Anh, do hãng Vickers thiết kế và chế tạo, nhiệm vụ của nó là máy bay ném bom hạng nhẹ và ném bom ngư lôi, ngoài ra nó còn được phối thuộc hoạt động với lục quân. Dù bay lần đầu năm 1928 nhưng nó vẫn hoạt động cho đến khi Chiến tranh thế giới II nổ ra. Những chiếc Vildebeest cuối cùng tham chiến tại Singapore và Java chống lại Nhật năm 1942.

## Biến thể

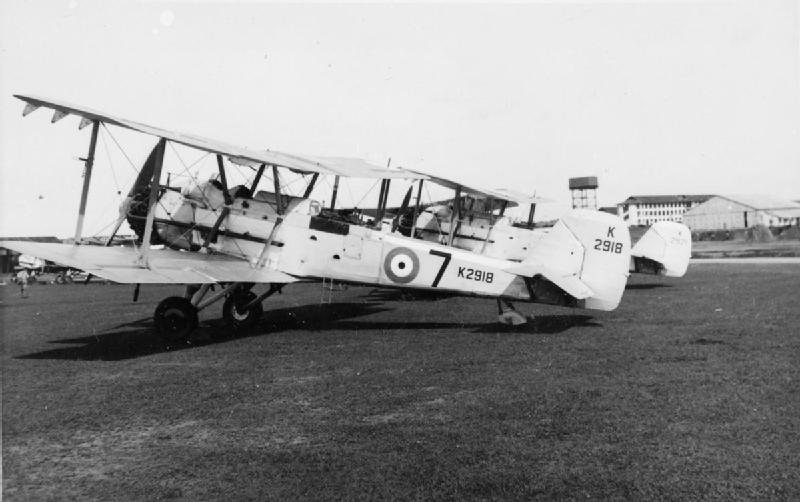
Vildebeest Mk II tại RAF Seletar. Tháng 1 năm 1937

Type 132
Mẫu thử chế tạo tại Weybridge với một động cơ Jupiter VII.
Type 192
Mẫu thử sửa đổi như Series II với một động cơ Jupiter XF.
Type 194
Mẫu thử sửa đổi như Series III với một động cơ Jupiter XIF.
Type 204
Mẫu thử thứ hai như Series IV cho Bộ không quân
Type 209
Mẫu thử sửa đổi như Series V với một động cơ Jupiter XIF.
Type 214
Mẫu thử sửa đổi như Series VI với một động cơ Jupiter XFBM.
Type 216
Mẫu thử Series VII sửa đổi với động cơ Hispano-Suiza 12Lbr.
Type 217
Mẫu thử thứ hai hoán cải thành Series VII, nhưng không thực hiện.
Vildebeest Mark I
Type 244 – Phiên bản sản xuất đầu tiên, đây là mẫu máy bay ném bom ngư lôi, lắp động cơ 600 hp (448 kW) Bristol Pegasus IM3. 22 chiếc cho RAF giai đoạn 1922 - 1933.
Vildebeest Mark II
Type 258 – Biến thể với động cơ mạnh hơn (635 hp (474 kW)) Pegasus IIM3. 30 built for RAF and delivered 1933.
Vildebeest Mark III
Type 267 – Máy bay ném bom ngư lôi ba chỗ. 150 chiếc cho RAF, giao hàng 1935-36. 15 chiếc cũ của RAF (gồm 1 chiếc Mark II hoán cải) sau này chuyển cho RNZAF.
Type 277 – 22 máy bay với khả năng mang thùng nhiên liệu phụ cho RNZAF, giao hàng năm 1935.
Vildebeest Mark IV
Type 286 – Phiên bản 2 chỗ, lắp động cơ 825 hp (615 kW) Bristol Perseus.. 18 chiếc cho RAF, 12 chiếc trong số này bán cho New Zealand.
Type 245 Vildebeest
Seri IX, máy bay ném bom ngư lôi cho Hải quân Tây Ban Nha, dùng động cơ 600 hp (448 kW) Hispano-Suiza 12L.
Type 263
1 chiếc Vildebest I dùng động cơ Pegasus 1M3.
Vincent
Type 266 – Phiên bản đa dụng 3 chỗ cho RAF. Dùng động cơ Pegasus IIIM3. 197 built new or converted.

## Quốc gia sử dụng
New Zealand
- Không quân Hoàng gia New Zealand

 Cộng hòa Tây Ban Nha
- Không quân Cộng hòa Tây Ban Nha

 Tây Ban Nha
- Không quân Tây Ban Nha
- Hải quân Tây Ban Nha

 Anh Quốc
- Không quân Hoàng gia

## Tính năng kỹ chiến thuật (Vildebeest III)
Dữ liệu lấy từ Vickers Aircraft since 1908
Đặc điểm tổng quát
- Tổ lái: 3
- Chiều dài: 36 ft 8 in (11,18 m)
- Sải cánh: 49 ft 0 in (14,94 m)
- Chiều cao: 14 ft 8 in (4,47 m)
- Diện tích cánh: 728 ft² (67,7 m²)
- Trọng lượng rỗng: 4.773 lb (2.170 kg)
- Trọng lượng có tải: 8.500 lb (3.864 kg)
- Động cơ: 1 × Bristol Pegasus II-M3, 635 hp (474 kW)

 Hiệu suất bay 
- Vận tốc cực đại: 143 mph (124 knot, 230 km/h)
- Tầm bay: 1.250 mi (1.090 hải lý, 2.010 km)
- Trần bay: 19.000 ft (5.800 m)
- Vận tốc leo cao: 630 ft/phút (3,2 m/s)
- Tải trên cánh: 11,7 lb/ft² (57,1 kg/m²)
- Công suất/trọng lượng: 0,075 hp/lb (0,122 kW/kg)

Trang bị vũ khí

- Súng: 1 × súng máy Vickers .303 in (7,7 mm) và 1 × súng máy Lewis.303 in (7,7 mm)
- Bom: 1.100 lb (500 kg) bom hoặc 1 quả ngư lôi 18 in (457 mm)